# Омский завод транспортного машиностроения
О́мский заво́д тра́нспортного машинострое́ния (до июля 2014 года ОАО КБТМ (ОАО «Конструкторское бюро транспортного машиностроения»)) — российская машиностроительная компания, одна из старейших машиностроительных компаний в Сибирском регионе, основанной в 1896 году, на данный момент является частью Государственного предприятия Ростех. Расположено в Омске. Изготавливает технику военного назначения, дорожно-строительные машины, технику для нефтегазодобывающего комплекса, выполняет заказы по производству железнодорожной техники. Завод находится под международными санкциями всех стран Евросоюза, США, Японии, Канады, Украины и Швейцарии.

## История
История конструкторского бюро
В 1924 году на заводе «Большевик» в г. Ленинграде образовалась группа энтузиастов-танкостроителей, которая затем была преобразована в опытно-конструкторский машиностроительный отдел (ОКМО).
В 1932 году танковое производство и ОКМО объединились в «Ленинградский государственный завод № 174 имени К. Е. Ворошилова», из которого ОКМО вышел в следующем году, став «Ленинградским заводом опытного машиностроения № 185 им. С. М. Кирова».
В 1940 году завод № 185 на правах отдела Главного конструктора был объединён с заводом № 174, а весной 1942 года эвакуирован в г. Омск для выпуска среднего танка Т-34.
Отдел главного конструктора завода № 174 в течение Великой Отечественной войны обеспечивал круглосуточное производство танков и их совершенствование. За период с 1942 по 1946 год было изготовлено более 6900 танков типа Т-34.
Распоряжением Правительства СССР № 890 от 21 марта 1958 года отдел Главного конструктора завода № 174 преобразован в самостоятельное специализированное Конструкторское бюро транспортного машиностроения (КБТМ) ОКБ-174.
История завода
История завода началась в 1897 году, когда в связи с постройкой транссибирской железнодорожной магистрали в г. Омске были организованы  мастерские по ремонту подвижного состава. В дальнейшем завод несколько раз менял своё название:
1897 г. – Главные железнодорожные мастерские;
1930 г. – Паровозоремонтный завод им. Рудзутака (ПВРЗ);
1941 г. – завод № 173 танковой промышленности;
1942 г. – завод № 174;
1946 г. – завод № 174 им. Ворошилова;
1965 г. – завод имени Октябрьской революции;
1988 г. – Производственное объединение «Завод транспортного машиностроения» имени Октябрьской революции»;
2000 г. – Государственное унитарное предприятие «Омсктрансмаш».
Общая история
В 2007 году КБТМ было приватизировано. В следующем году за деньги из федерального бюджета оно выкупило 90 процентов имущественных активов обанкротившегося ГУП «Омсктрансмаш». 10 ноября того же года состоялось преобразование ФГУП КБТМ в Открытое акционерное общество «Конструкторское бюро транспортного машиностроения».

99,9 процентов уставного капитала ОАО КБТМ принадлежит НПК «Уралвагонзавод».
В июле 2014 года возвращено название Омский завод транспортного машиностроения.

## Показатели деятельности
В 2011 году КБТМ работало над выполнением гособоронзаказа, ремонтируя танки Т-80БВ, занимаясь производством и поставкой транспортно-заряжающей машины ТЗМ-Т для тяжёлой огнемётной системы ТОС-1А «Солнцепёк». Кроме того, на КБТМ осуществлялось сервисное обслуживание танков Т-80 в войсках.
Также в 2011 году предприятие представило продукцию опытного производства, в том числе мини-ТЭЦ «Вулкан», разработанную на основе газотурбинного двигателя танка Т-80У. Ещё одна новинка гражданской техники — универсальная машина завинчивания свай, способная осуществлять бурение на глубине до 18 метров.
В общей сложности в 2011 году КБТМ реализовало продукцию на сумму в 2,1 миллиарда рублей, что почти в два раза больше, чем в 2010 году.
В 2012 году продолжилось выполнение контрактов как в гражданской, так и в военной сфере, в том числе экспортные поставки.

## Санкции
8 апреля 2022 года, на фоне вторжения России на Украину, «Омсктрансмаш» был включен в санкционный список стран Евросоюза так как «завод поставил ТОС-1А в вооруженные силы России, которые применили его во время неспровоцированной военной агрессии против Украины. Следовательно, «Омсктрансмаш» несет ответственность за материальную или финансовую поддержку действий, которые подрывают или угрожают территориальной целостности, суверенитету и независимости Украины». 19 октября 2022 года компания включена в санкционный список Украины как оборонное предприятие, производящее танки и другую военную технику. 20 апреля 2023 года завод включён в санкционный список Швейцарии по аналогичным основаниям. 14 сентября 2023 года, в ответ на российское нападение на Украину, завод включён в блокирующий санкционный список США против компаний связанных с оборонно-промышленным комплексом России. 1 марта 2024 года компания попала под санкции Японии. По аналогичным основаниям завод находится под санкциями Канады

## Собственники и руководство
Начальником и Главным конструктором КБТМ назначен Сулин А. Е.
В 1960— 1994 гг. начальник и главный конструктор КБТМ Моров А. А. (1927 г. р.), кавалер 2 орденов Трудового Красного Знамени, ордена Октябрьской Революции, ордена Ленина, лауреат Государственной премии СССР).
В 1972—1996 гг. генеральный директор омского ПО «Завод транспортного машиностроения имени Октябрьской революции» Катык С. А., Герой Социалистического Труда (1981), танкист, полковник.
С 1994 г. по 2003 г. Начальник и Главный конструктор ФГУП КБТМ Куракин Б. М.
С 2003 г. по 2008 г. Начальник и Главный конструктор ФГУП КБТМ Шумаков И. К.
C 1996 г. по 2001 г. Генеральный директор федерального государственного унитарного предприятия "Омский завод транспортного машиностроения" Вишняков А. М.
С 2001 г. по 2003 г. Генеральный директор ФГУП "Омский завод транспортного машиностроения" Моров А. А. (1955 г. р.)
С 2008 г. по 2011 г. Генеральный директор главный конструктор ОАО КБТМ Шумаков И. К.
С 2011 г. по 2022 г. Генеральный директор Лобов И. Э., Генеральный конструктор Шумаков И. К.

## Деятельность
За период с 1958 года по заказам Управлений Министерства обороны выполнено более 85 научно-исследовательских и опытно-конструкторских работ. К наиболее этапным и значимым работам следует отнести следующие образцы бронетанковой техники:
- зенитная самоходная установка ЗСУ-57-2;
- самоходная установка СУ-122-54;
- комплексная модернизация танков Т-54 и Т-55 в процессе серийного производства;
- танковые мостоукладчики МТУ-20, МТУ-72 и МТУ-90;
- инженерные машины разграждения ИМР-1 и ИМР-2;
- бронированная ремонтно-эвакуационная машина БРЭМ-1;
- переправочно-десантный паром;
- плавсредства для танков Т-55, Т-62 и Т-64;
- ходовая часть танков Т-64, Т-72 и Т-80;
- комплексная модернизация танка Т-80 и переход к выпуску танка Т-80У;
- командирский танк Т-80УК;
- комплекс тренажёров для танка Т-80У.

За указанный период принято на вооружение более 40 образцов бронетанковой техники.

Предприятием разработаны и подготовлены к серийному выпуску тяжёлый механизированный мост ТММ-6 на базе многоосного автомобиля повышенной проходимости и танковый мостоукладчик МТУ-90.

С 1994 года приняты на вооружение Российской армии следующие образцы, разработанные КБТМ:
- Комплексный тренажёр огневой подготовки командиров и наводчиков танков Т-80У (2Х62).
- Командирский танк Т-80УК.
- Танковый мостоукладчик МТУ-90.
- Тяжёлый механизированный мост ТММ-6.

С 1995 года коллективом предприятия взят курс на создание новых перспективных образцов бронетехники и их составных частей, в частности, разработаны и изготовлены макетные и опытные образцы следующих машин:
- танк Т-80У с комплексом активной защиты «Арена»;
- глубокая модернизация танка Т-80У для экспорта («Чёрный орёл»);
- тяжёлый бронетранспортёр на базе танка Т-55 для экспорта;
- бронированная ремонтно-эвакуационная машина БРЭМ-80У на базе танка Т-80У;
- модернизация танка Т-55 с новой СУО для экспорта;
- комплексная модернизация танка Т-55 с пушкой калибра 125 мм для экспорта;
- динамический тренажёр вождения с синтезирующей системой визуальной обстановки.

Также специалисты предприятия формируют научно-техническую кооперацию разработчиков и изготовителей по новым типам комплексов вооружения, защиты и подвижности для боевых машин будущего.

Наряду с военной продукцией завод создаёт гражданскую продукцию. Прежде всего это машины для сельскохозяйственной, строительной и нефтедобывающей отраслей. На протяжении долгих лет предприятие выпускало универсальный колёсный сельскохозяйственный трактор тягового класса 14кН ЗТМ60, одноковшовый экскаватор ЭО2621В2. Разработано более 50 вариантов комплектации и модификации этого трактора, в том числе трактор с передним ведущим мостом, трактор с газодизелем, их экспортные и тропические варианты.
В своей деятельности по созданию научно-технического задела для разработки перспективных образцов бронетанковой техники АО "Омсктрансмаш" проводит техническую политику поэтапного совершенствования составных частей военных гусеничных машин и преемственности имеющихся прогрессивных конструкторских решений.